# Jalta (Magazin)
Jalta – Positionen zur jüdischen Gegenwart (kurz Jalta) war eine 2017 im Neofelis Verlag in Berlin gegründete Zeitschrift mit jüdischem Bezug, die bis 2020 erschien. Seit 2023 wird Jalta als Buchreihe fortgesetzt.

## Beschreibung
Die Zeitschrift wurde 2017 von Micha Brumlik, Marina Chernivsky, Max Czollek, Hannah Peaceman, Anna Schapiro und Lea Wohl von Haselberg gegründet, die sie auch herausgaben. Sie wollten damit die Berichterstattung über Juden selbst bestimmen und innerjüdische Debatten nach außen bringen, da nach ihrer Meinung, Juden in der öffentlichen Berichterstattung hauptsächlich im Zusammenhang von Antisemitismus und der Shoa vorkommen. Ruth Zeifert schrieb in ihrer Rezension der ersten Ausgabe, „Jalta“ zeige individuelle Diskurse über jüdische Identitäten und sei damit eine Reflexion des heutigen Judentums. Im Unterschied zur 2010 eingestellten Zeitschrift „Babylon – Beiträge zur jüdischen Gegenwart“ richtete sich Jalta auch an Leser ohne wissenschaftliche Vorkenntnisse. Die Redaktion bezog zudem nichtjüdische Autoren mit ein.
Die Namensgeberin „Jalta“ war eine Jüdin im vierten Jahrhundert, die die männliche Auslegung der Thora in Frage stellte. Der Titel stehe auch für die Juden, die seit Anfang der 2000er Jahre aus Nachfolgestaaten der Sowjetunion als so genannte jüdische Kontingentflüchtlinge nach Deutschland kamen; und er sei eine Anspielung auf die Konferenz von Jalta im Februar 1945 und „die Wut, die entstehe, wenn andere darüber entscheiden, wer man sei“.
Veröffentlicht wurden wissenschaftliche, essayistische, literarische Texte zur jüdischen Gegenwart sowie Arbeiten der Bildenden Kunst. Jede Ausgabe hatte einen Themenschwerpunkt und fünf feste Rubriken, diese waren: „(Nach) Jalta“, „Gegenwartsbewältigung“, „Juden* und …“, „Vergessen, Übersehen, Verdrängt“ und „Streitbares“. Die erste Ausgabe erschien mit 180 Seiten, beschäftigte sich mit jungen Juden in Deutschland und widmete sich auch feministischen Themen. Die folgenden Ausgaben waren ähnlich umfangreich. Im ersten Jahr wurde die Zeitschrift mit einem Druckkostenzuschuss von der Kulturstiftung des Bundes und des Maxim-Gorki-Theaters gefördert.
Im September 2018 veröffentlichte die Redaktion ein kritisches Positionspapier zur JAfD, das in Zeit Online erschien, mit dem sie sich „mit größter Entschiedenheit“ gegen die Gründung einer jüdischen Untergruppe der AfD aussprach, die menschenfeindliche und antisemitische Positionen vertrete.

## Kooperationen
Im November 2019 erschien in Kooperation mit dem Ernst Ludwig Ehrlich Studienwerk die erste Sonderausgabe der Zeitschrift zum Thema Zwischen Literarizität und Programmatik. Jüdische Literaturen der Gegenwart.
Für das Heft Spiegel Geschichte 3/2021 Antisemitismus. Was der uralte Hass mit modernen Verschwörungsmythen zu tun hat fungierten Jalta-Redaktionsmitglieder gemeinsam mit Micha Brumlik als Berater.

## Erscheinungsverlauf
Zunächst erschienen die Ausgaben unregelmäßig, ab 1/2020 halbjährlich und auch als Online-Ausgabe.
Mit dem Heft Nr. 7 Übersetzbarkeit im April 2020 erschien die letzte Ausgabe von Jalta als gedruckte Zeitschrift. Mit dem Band 8 Nachhalle wird Jalta als Buchreihe ab 2023 fortgesetzt.